# Madiswil
Madiswil (toponimo tedesco) è un comune svizzero di 3 279 abitanti del Canton Berna, nella regione dell'Emmental-Alta Argovia (circondario dell'Alta Argovia).

## Geografia fisica
Il comune si trova nella valle  del Langeten. e questo fiume  scorre attraverso il villaggio verso ovest.
Madiswil ha una superficie di 23,17 km². Di questa superficie, 9,45  km² o il 59,6% è utilizzato per scopi agricoli, mentre 5,24 km² o il 33,1% è coperto da foreste. Del resto del territorio 1,11 km² o il 7,0% è abitato (edifici o strade), 0,02 km² o lo 0,1% è costituito da fiumi o laghi e 0,01 km². o lo 0,1% è terreno improduttivo.

## Storia
Madiswil viene menzionata per la prima volta nel 795 come Madalestwilare.
Le rovine del forte ad anello altomedievale a Weiherköpfli, un forte ad anello senza data a Fuchsmatt e un forte senza data a Grauenstein sono le prime testimonianze di insediamenti a Madiswil. Nel 795 Heribold cedette le sue terre e i suoi diritti su Madiswil alla chiesa di Rohrbach.
Il 1º gennaio 2007 ha inglobato il comune soppresso di Gutenburg e il 1º gennaio 2011 quelli di Kleindietwil e Leimiswil.

## Monumenti e luoghi d'interesse

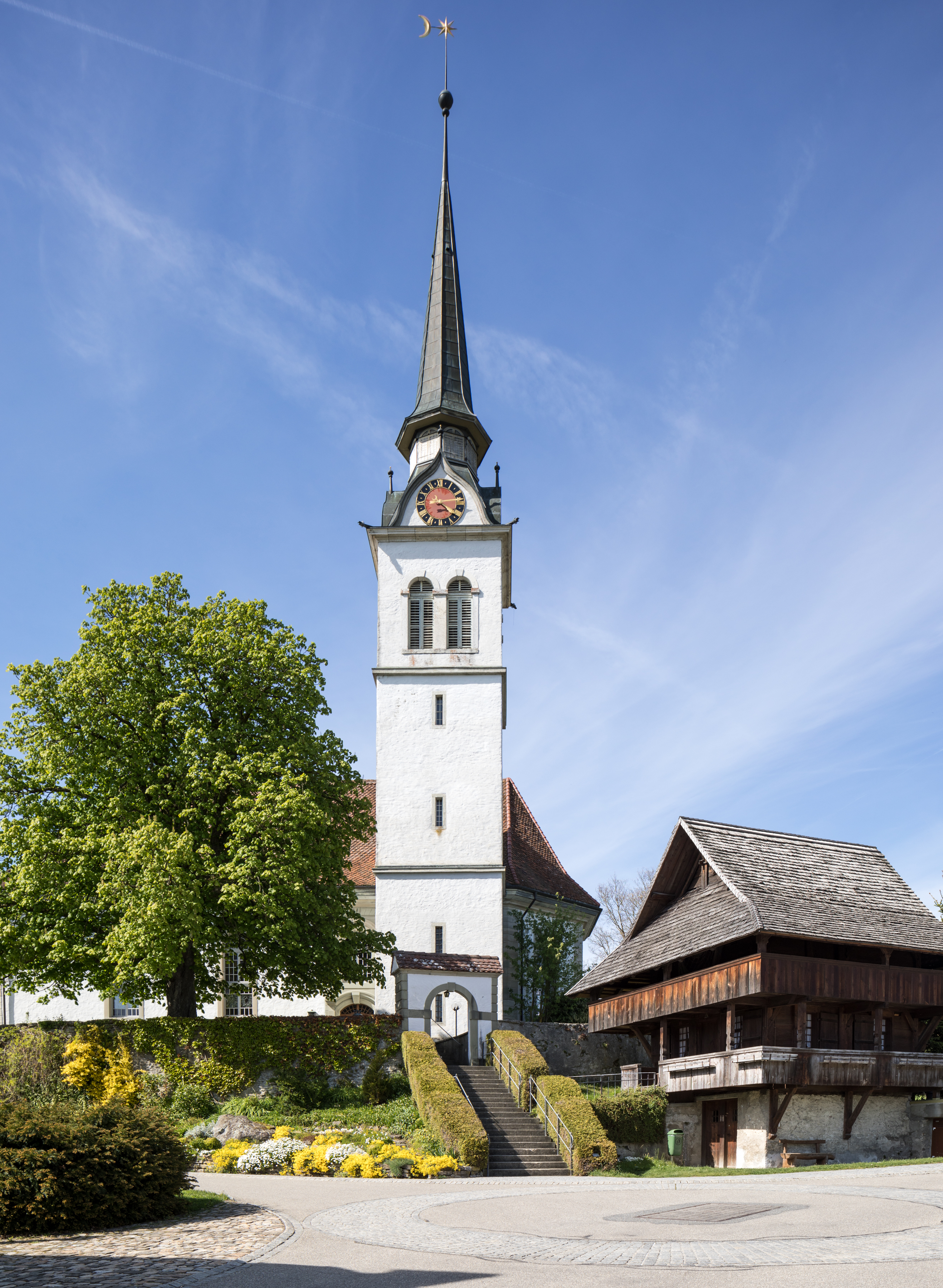
La chiesa riformata

- Chiesa riformata (già di San Biagio), eretta nell'VIII secolo e ricostruita nel 1779[1].

## Società

### Evoluzione demografica
L'evoluzione demografica è riportata nella seguente tabella:
Abitanti censiti

## Geografia antropica

### Frazioni
Le frazioni di Madiswil sono:
- Gutenburg[4]
- Kleindietwil[5]
  - Schynen
- Leimiswil[6]
  - Eichholz
  - Juckenberg
  - Käsershaus
  - Linden
  - Lindenholz
- Mättenbach
- Wyssbach

## Infrastrutture e trasporti

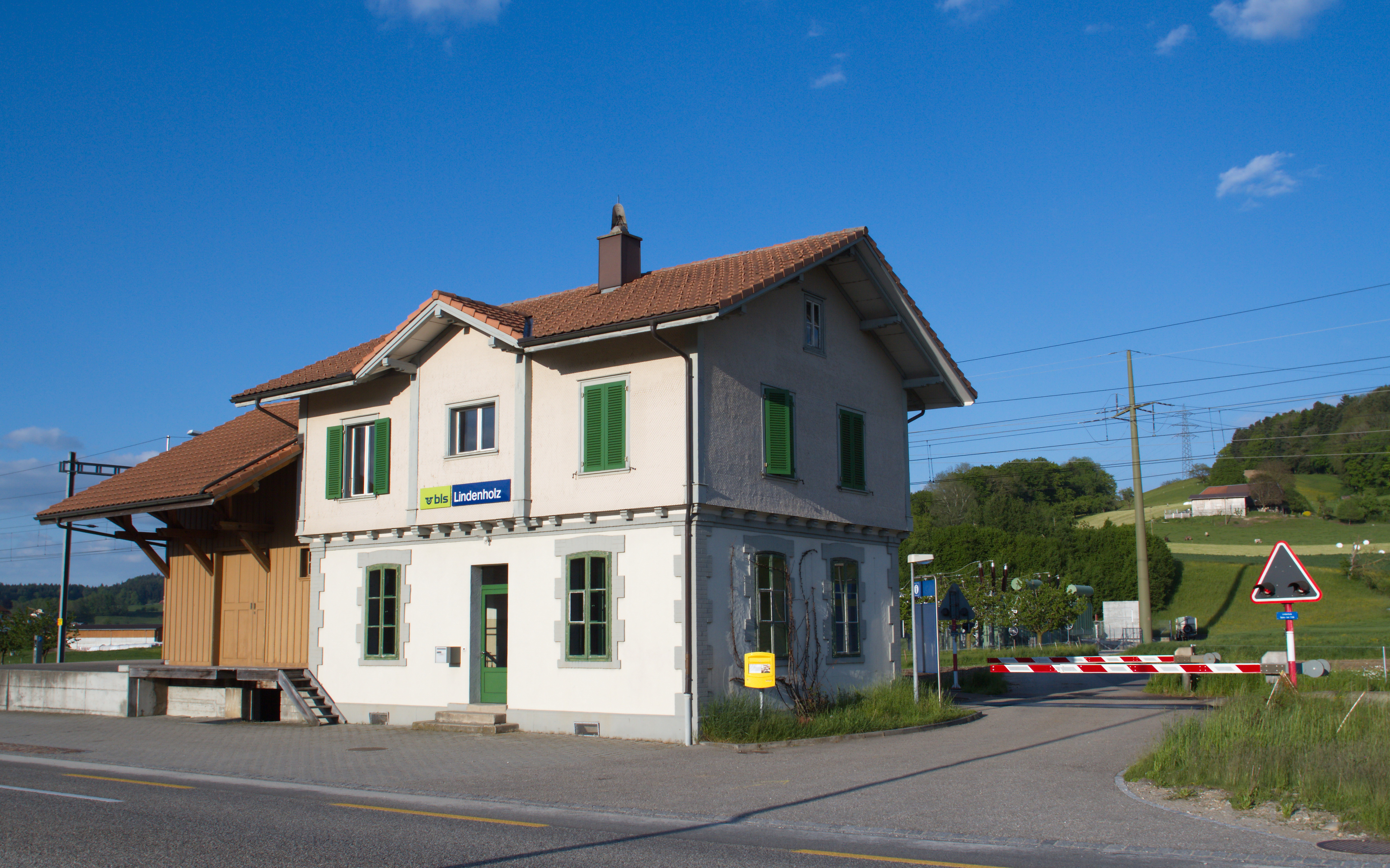
La stazione di Lindenholz

Madiswil è servito dall'omonima stazione e da quelle di Gutenburg, di Lindenholz e di Kleindietwil sulla ferrovia Langenthal-Huttwil.

## Amministrazione
Ogni famiglia originaria del luogo fa parte del cosiddetto comune patriziale e ha la responsabilità della manutenzione di ogni bene ricadente all'interno dei confini del comune.